# 共和国选择了你
《共和国选择了你》是一首为中华人民共和国成立60周年而创作的红色歌曲。“你”指的是中国共产党，寓意中国共产党建立中华人民共和国是历史的选择。歌曲由瞿琮作词、宁林作曲，曾被殷秀梅、朱跃明等歌手、歌唱家演唱。作品于2009年入选中宣部推荐100首爱国歌曲第96首。